# Sítnice
Sítnice (lat. retina) je vnitřní tenká vrstva oka obratlovců. Její hlavní funkcí je snímání a předzpracování světelných signálů přicházejících na sítnici skrze čočku.

## Stavba

### Mikroskopická
Anatomicky se člení na deset vrstev: vrstva pigmentových buněk, vrstva čivých výběžků, zevní ohraničující membrána, zevní jádrová vrstva (tyčinky a čípky), zevní plexiformní vrstva, vnitřní jádrová vrstva (bipolární, horizontální a amakrinní buňky), vnitřní plexiformní vrstva, vrstva gangliových buněk, vnitřní ohraničující membrána, vrstva axonů gangliových buněk, přičemž čivé výběžky jsou nejdále od dopadajícího světla.

#### Funkce jednotlivých buněk
- Pigmentové buňky – pohlcují světlo, které již bylo zaznamenáno tyčinkami a čípky a zabraňuje jeho zpětnému odrazu (jako je tomu u kočkovitých šelem) čímž zvyšuje ostrost vidění.
- Tyčinky a čípky – modifikované neurony se schopností reagovat na dopad světla. Tyčinky reagují i na slabé světlo, ale neregistrují barvy a neposkytují dostatečně ostrý obraz. Čípků jsou tři druhy (jeden pro každou základní barvu), poskytují ostrý a barevný obraz, ale potřebují dostatečné osvětlení.
- Bipolární buňky – přepojení vzruchu z čivých buněk.
- Horizontální buňky, amakrinní buňky – Asociační buňky propojující mezi sebou jednotlivé bipolární, případně gangliové buňky. Podílejí se na předzpracování obrazu (proč je tomu tak plyne z původu sítnice – viz níže).
- Gangliové buňky – buňky sbírající informace ze sítnice (je jich cca 10x méně než čivých buněk) a přeposílající informace dále do mozku. Soubor jejich axonů tvoří zrakový nerv.
  - vnitřně fotosenzitivní gangliové buňky sítnice – buňky citlivé na modrou část spektra, hrají roli v regulaci cirkadiánního rytmu

### Makroskopická
Na sítnici jsou dobře zřetelné dva útvary – slepá skvrna, neboli optický disk, kudy vystupuje zrakový nerv a vstupuje a. centralis retinae která se tam i větví na své čtyři hlavní větve. Optický disk je důležitý bod při vyšetření oftalmoskopem – jestli je propadlý, tak je zvýšený nitrooční tlak (který může způsobit zelený zákal), jestli je naopak vystouplý, je zvýšený tlak nitrolebeční, což může být způsobeno mnoha patologickými procesy v lebce, které mohou být život ohrožující (nádor, hydrocephalus, epidurální krvácení).
Druhým útvarem je takzvaná centrální jamka obsahující žlutou skvrnu. Žlutá skvrna je místem maximální ostrosti vidění, obsahuje pouze čípky a ostatní vrstvy sítnice jsou odsunuty stranou (tím vzniká ona jamka). Paprsky jdoucí z předmětu, na nějž se oko soustředí, jsou zaostřovány právě sem.

## Mechanismus vidění
Působením světelných paprsků pronikajících do oční koule dochází v tyčinkách a čípcích ke vzniku chemické reakce a následnému vzniku nervových impulsů přenášených do centrálního nervového systému. Látka obsažená ve fotoreceptorech, u které dochází k rozkladu působením světla, se nazývá rodopsin.

## Vývojový původ sítnice
Sítnice vzniká jako výchlipka z embryonálního mozku (konkrétně z prosencephala) což zapříčiňuje jednak její stavbu a jednak fakt, že ke zpracování zrakového vjemu dochází už v sítnici samotné. Také to způsobuje, že zrakový nerv na sobě má meningy, což je důvod proč se ho někteří vědci zdráhají nazývat zrakovým nervem a preferují pojem „zrakový svazek“.